# مرشانتویل، نیوجرسی
مرشانتویل (به انگلیسی: Merchantville) شهری در ایالت نیوجرسی کشور ایالات متحده آمریکا است که جمعیت آن در سرشماری سال ۲۰۱۰ میلادی، ۳٬۸۲۱ نفر بوده‌است.